# Te Quiero (Stromae)
Te Quiero is een nummer van Stromae dat hij in 2010 uitbracht op zijn album Cheese.
In de tekst combineert hij twee aspecten: de haat en de liefde die ons allen vult wanneer wij van iemand gaan houden (Je voudrais être son ombre/ Mais je la déteste). Deze tekst is tevens ook een referentie naar Jacques Brel zijn Ne Me Quitte Pas.

## Videoclips
Voor dit liedje zijn twee videoclips uitgebracht: een officiële en een onofficiële.

### Officiële clip
In de officiële is een liefdesverhaal te zien van twee mensen dat begint bij het daten en dat eindigt in een grote ruzie waarin er borden worden gegooid en de zanger flashbacks krijgt naar de vroegere versie van zijn vriendin.

### Onofficiële clip
In deze clip, getiteld: “"Te Quiero" ... ceci n'est pas un clip”, is Stromae te zien terwijl hij het nummer live zingt in een verlaten loods.
Hier lijkt hij ook de gestiek te imiteren van Jacques Brel, wat nog duidelijker wordt door de gelijkenis qua tekst met Ne Me Quitte Pas.